# Dobelice
Obec Dobelice (dříve Dubelice, německy Dobelitz) se nachází v okrese Znojmo v Jihomoravském kraji. Žije zde 264 obyvatel.

## Historie
První písemná zmínka o obci pochází z roku 1260.

## Pamětihodnosti
- Kaplička u křižovatky ve vesnici
- Zvonička na malé návsi kousek pod křižovatkou, směrem na Rybníky. Postavena byla roku 1881, v neděli 26. června 2016 ve 14 hod. se konala mše svatá, při níž byla nově opravená zvonička zasvěcena sv. Petrovi a Pavlovi. Sochy obou apoštolů byly darovány z kostela v Brně-Komíně, ze zrušeného bočního oltáře. Hlavním celebrantem byl P. Josef Dvořák, farář z Hostěradic (a Trstěnic), který též požehnal a posvětil zvoničku. Koncelebroval R. D. Pavel Bublan, děkan z Moravského Krumlova. Přítomen byl i starosta Dobelic.